# العلاقات البرازيلية الكورية الجنوبية
العلاقات البرازيلية الكورية الجنوبية هي العلاقات الثنائية التي تجمع بين البرازيل وكوريا الجنوبية.
البرازيل لديها سفارة في سيول. كوريا الجنوبية لديها سفارة في برازيليا وقنصلية عامة في ساو باولو.

## مقارنة بين البلدين
هذه مقارنة عامة ومرجعية للدولتين:
| وجه المقارنة                                              | البرازيل | كوريا الجنوبية                                                          |
| --------------------------------------------------------- | --- | ----------------------------------------------------------------------- |
| المساحة (كم2)                                             | 8.52 مليون | 100.30 ألف                                                              |
| عدد السكان (نسمة)                                         | 202.66 مليون | 51.47 مليون                                                             |
| الكثافة السكانية (ن./كم²)                                 | 23.79 | 513.16                                                                  |
| العاصمة                                                   | برازيليا، ريو دي جانيرو | سول                                                                     |
| اللغة الرسمية                                             | برتغالية برازيلية، Brazilian Sign Language ‏ | اللغة الكورية                                                           |
| العملة                                                    | ريال برازيلي، كروزيرو ريال برازيلي ‏، كروزيرو البرازيلية (1990–1993)، البرازيلي كروزادو نوفو، كروزادو برازيلي، cruzeiro ‏، كروزيرو البرازيلية (1942–1967)، الريال البرازيلي (قديم) | وون كوري جنوبي                                                          |
| الناتج المحلي الإجمالي (بليون دولار)                      | 2.06 تريليون | 1.53 تريليون                                                            |
| الناتج المحلي الإجمالي (تعادل القوة الشرائية) بليون دولار | 3.22 تريليون | 1.75 تريليون                                                            |
| الناتج المحلي الإجمالي الاسمي للفرد دولار أمريكي          | 8.54 ألف | 27.22 ألف                                                               |
| الناتج المحلي الإجمالي للفرد دولار أمريكي                 | 15.89 ألف |                                                                         |
| مؤشر التنمية البشرية                                      | 0.754 | 0.901                                                                   |
| رمز المكالمات الدولي                                      | +55 | +82                                                                     |
| رمز الإنترنت                                              | .br | .kr                                                                     |
| المنطقة الزمنية                                           | | توقيت كوريا الجنوبية، ت ع م+09:00، آسيا/سيول ‏، ت ع م+08:00، ت ع م+08:30 |

## مدن متوأمة
في ما يلي قائمة باتفاقيات التوأمة بين مدن برازيلية وكورية جنوبية:
- ترتبط كوريتيبا مع سوون باتفاقية توأمة.[18][19]
- ترتبط ساو باولو مع سول باتفاقية توأمة منذ 2004.[20][20][20][20]
- ترتبط ريو دي جانيرو مع سول باتفاقية توأمة منذ 1969.
- ترتبط سوروكابا مع انيانغ باتفاقية توأمة.

## منظمات دولية مشتركة
يشترك البلدان في عضوية مجموعة من المنظمات الدولية، منها:
| علم المنظمة | اسم المنظمة                        | تاريخ انضمام البرازيل | تاريخ انضمام كوريا الجنوبية |
| ----------- | ---------------------------------- | --------------------- | --------------------------- |
|             | مؤسسة التمويل الدولية              | 31 ديسمبر 1956        | 16 مارس 1964                |
|             | منظمة حظر الأسلحة الكيميائية       | ?                     | ?                           |
|             | يونسكو                             | 4 نوفمبر 1946         | 14 يونيو 1950               |
|             | البنك الإفريقي للتنمية             | ?                     | ?                           |
|             | الأمم المتحدة                      | 24 أكتوبر 1945        | 17 سبتمبر 1991              |
|             | منظمة الشرطة الجنائية الدولية      | ?                     | ?                           |
|             | مجموعة الموردين النوويين           | ?                     | ?                           |
|             | مجموعة العشرين                     | ?                     | ?                           |
|             | البنك الدولي للإنشاء والتعمير      | 14 يناير 1946         | 26 أغسطس 1955               |
|             | الاتحاد البريدي العالمي            | ?                     | ?                           |
|             | مؤسسة التنمية الدولية              | 15 مارس 1963          | 18 مايو 1961                |
|             | منظمة التجارة العالمية             | ?                     | ?                           |
|             | الفريق المعني برصد الأرض           | ?                     | ?                           |
|             | نظام تحكم تكنولوجيا القذائف        | 1995                  | 2001                        |
|             | وكالة ضمان الاستثمار متعدد الأطراف | 7 يناير 1993          | 12 أبريل 1988               |

## وصلات خارجية
- موقع وزارة الخارجية البرازيلية
- موقع وزارة الخارجية الكورية الجنوبية